# Міланеса

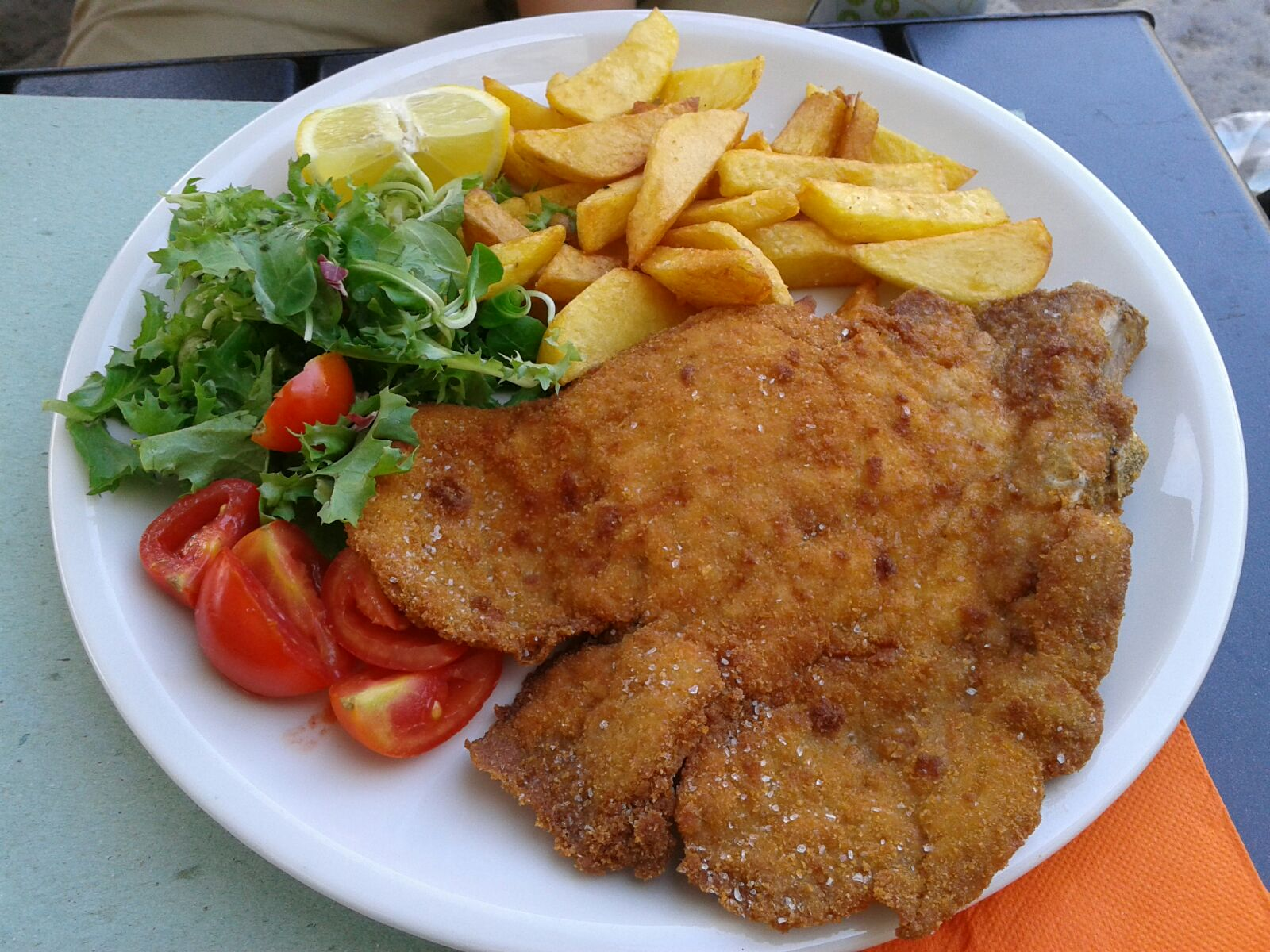
Міланеса

Міланеса

Міланеса (ісп. milanesa) — південноамериканський різновид відбивної котлети в паніровці.
Міланеса була привезена до Південного конуса італійськими іммігрантами під час масової еміграції між 1860–1920-х роками. Назва страви, ймовірно, відображає назву оригінальної страви — відбивної по-міланськи (італ. cotoletta alla milanese), яка в свою чергу схожа на віденський шніцель.
Міланеса складається з тонкої скибочки яловичини, курятини, риби, телятини або іноді свинини. Кожну скибочку занурюють у збиті яйця, приправлені сіллю, та іншими приправами згідно зі смаком кухаря (наприклад, петрушкою та часником). Потім кожну скибочку панірують (занурюють у хлібні крихти, або зрідка борошно) і обсмажують в олії. Деякі люди вважають, що краще використовувати дуже мало олії, а потім запікати міланесу у печі як більш здорову альтернативу смажінню.

## Варіанти
Додаючи томатну пасту, сир моцарела, а іноді і шинку, було створено страву під назвою міланеса а-ля наполітана (ісп. milanesa a la napolitana, тобто міланеса в неаполітанському стилі). Частина назви, «наполітана» походить не від ім'я міста Неаполь, а тому, що його вперше виготовили та продали в ресторані Napoli, що належав Хорхе Ла Ґротта в Аргентині, в 1940-х роках. Страву іноді називають súper milanesa або suprema napolitana.
Міланеса — одна з найпопулярніших страв в Аргентині, і її часто описують як «одну з найвідоміших страв регіону Ріо-де-ла-Плата». Вони є спадщиною італійських іммігрантів, які привезли відбивну по-міланськи до Аргентини наприкінці XIX століття — на початку XX століття. Міланеса настільки популярна, що в Аргентині навіть існує «День Міланеси», який відзначається 3 травня з 2012 року і є результатом ініціативи користувачів соціальних мереж.
Міланесу часто подають гарячею з картоплею фрі або картопляним пюре; ця страва відома як ісп. milanesa con papas fritas або ісп. milanesa con puré. В Аргентині, Парагваї та Уругваї міланеса часто подається зі смаженим яйцем, цей спосіб подачі відомий як ісп. milanesa a caballo (міланеса «верхи на коні»). Міланесу їдять і холодною, як начинку до бутерброду, з салатом. Лимонний сік та майонез часто використовують як приправу до міланеси.
Міланеса Кайзер, або ескалопа (ісп. milanesa Kaiser, escalopa), як її знають у Чилі, — варіант, що нагадує кордон-блю, із шаром плавленого сиру між яловичиною та шаром шинки. Класична чилійська версія міланеси називається ескалопа а ло побре (ісп. escalopa a lo pobre), подається з картоплею фрі, смаженою цибулею та смаженими яйцями, схожа на іншу чилійську страву — ломо а ло побре (ісп. lomo a lo pobre).
У Мексиці та на півдні США їдять міланеси, часто в бутерброді. У північній частині Нижньої Каліфорнії, Сонори, Сіналоа та Чіуауа міланеса може подаватися у бутерброді з салатом, помідорами та майонезом, або ж як основна страва. Міланеза мемела наполітана (ісп. memela napolitana) подяється як товстий смажений корж (тортилья) з міланесою зверху, а також з шинкою, томатним соусом та тертим сиром. У Мексиці термін «міланеса» зазвичай відноситься до способу приготування; будь-який вид м'яса, яке відбивається, панірується та смажиться, може називатися міланесою.
У Панамі міланесу найчастіше готують з тонко нарізаної яловичини або курячого філе. Перед подачею або споживанням міланесу збризкують соком лайму, і часто також заправляють гострим соусом. Міланеса супроводжується білим рисом, салатом, сочевицею та квасолею. Коли міланесу подають як бутерброд, вона називається емпаредадо де міланеса (ісп. emparedado de milanesa) або сандвіч де міланеса (ісп. sandwich de milanesa), коли містить помідори, цибулю, салат, кетчуп та/або американський сир (ісп. queso amarillo, тобто жовтий сир). Для цих бутербродів використовують хліб, що називається ісп. pan de molde (спеціальний м'якушковий хліб для сандвічів) або ісп. pan flauta (панамський тип багету).
На Філіппінах міланеса відома як carne frita, тобто «смажене м'ясо». Спосіб приготування включає відбивання м'яса, панірування та смаження. На Філіппінах ця страва менш популярна ніж у Південній Америці, і готується переважно вдома, а не в ресторанах. Карне фріта подають з білим рисом, соусом з квасолею (наприклад, фабаду), іноді з картопляним салат в американському стилі з додаванням порізаної зеленої квасолі, і часто з кетчупом чилі та/або соусом, сумішшю майонезу та кетчупу. Карне фріта майже ніколи не подається як бутерброд.